# Iostream
iostream是C++中用于数据的流式输入与输出的头文件，屬於C++标准程式库的一部分。
iostream 为 Input/Output Stream 的缩写，即是輸入/輸出流。「流」是一連串從I/O設備讀寫的字符。

## 概述
流输入输出库中的大部分类都是模板类，可以适用于不同的字符类型或操作函数（如字符比较）。常用的一些字符类型的流输入输出已经用typedef定义了相应的模板特化实例。
例如，basic_fstream<CharT,Traits>是文件流输入输出的实现的模板类。它的一个特化实例：fstream是basic_fstream<char,char_traits<char>>的类型别名，换句话说，这是basic_fstream的字符类型为char使用默认字符操作集的特化实例。
流输入输出库中的类可分为两类。一是定义了界面的抽象，适用于任何流类型，无论是文件流、内存缓存区流或者网络socket流。二是对具体数据源与数据汇（sink）的流的实现。C++标准库仅实现了文件流与内存缓冲区流。 
流输入输出库中的类依据是否实现底层或高层操作可分为两类。实现了底层操作的类称作流缓冲区（stream buffer），处理没有任何格式化功能的字符。这些类极少被编程者直接使用。实现高层操作的类称作流，并提供了不同的格式化能力，是构建于流缓冲区之上的。 
下表列出了流输入输出库的所有类的分类：
| Class                                   | 解释                                                                     | Typedefs                                                          |
| Stream buffers (底层功能)               | Stream buffers (底层功能)                                                | Stream buffers (底层功能)                                         |
| --------------------------------------- | ------------------------------------------------------------------------ | ----------------------------------------------------------------- |
| basic_streambuf                         | 提供了底层的输入输出界面，被具体的数据源与汇实现。罕用                   | - streambuf - 字符类型char - wstreambuf - 字符类型wchar_t         |
| basic_filebuf                           | 提供了文件流的底层的输入输出界面，被具体的数据源与汇实现。罕用           | - filebuf - 字符类型 char - wfilebuf -字符类型 wchar_t            |
| basic_stringbuf                         | 提供了字符文件流的底层的输入输出界面，被具体的数据源与汇实现。罕用       | - stringbuf - 字符类型char - wstringbuf - 字符类型wchar_t         |
| Support classes                         |                                                                          |                                                                   |
| ios_base                                | 管理格式化信息与异常状态                                                 | 不適用                                                            |
| basic_ios                               | 管理流缓冲区                                                             | - ios - 字符类型char - wios - 字符类型wchar_t                     |
| Input streams buffers (高层功能)        |                                                                          |                                                                   |
| basic_istream                           | 包装一个抽象流缓冲区并提供高层输入界面，如格式化能力                     | - istream - 字符类型 char - wistream - 字符类型wchar_t            |
| basic_ifstream                          | 包装一个文件流缓冲区并提供高层输入界面，如打开关闭流                     | - ifstream - 字符类型char - wifstream - 字符类型wchar_t           |
| basic_istringstream                     | 包装一个字符串流缓冲区并提供高层输入界面，如访问基础字符串               | - istringstream - 字符类型char - wistringstream - 字符类型wchar_t |
| Output streams buffers (高层功能)       |                                                                          |                                                                   |
| basic_ostream                           | 包装一个抽象流缓冲区并提供高层输出界面，如格式化能力                     | - ostream - 字符类型char - wostream - 字符类型wchar_t             |
| basic_ofstream                          | 包装一个文件流缓冲区并提供高层输出界面，如打开关闭流                     | - ofstream - 字符类型char - wofstream - 字符类型wchar_t           |
| basic_ostringstream                     | 包装一个字符串流缓冲区并提供高层输出界面，如访问基础字符串               | - ostringstream - 字符类型char - wostringstream - 字符类型wchar_t |
| Input/output streams buffers (高层功能) |                                                                          |                                                                   |
| basic_iostream                          | 包装一个抽象流缓冲区并提供高层输入输出界面，如格式化能力                 | - iostream - 字符类型char - wiostream - 字符类型wchar_t           |
| basic_fstream                           | 包装一个文件流输入输出缓冲区，并提供高层输入输出界面，如打开关闭文件     | - fstream - 字符类型char - wfstream - 字符类型wchar_t             |
| basic_stringstream                      | 包装一个字符串流输入输出缓冲区，并提供高层输入输出界面，如访问基础字符串 | - stringstream - 字符类型char - wstringstream - 字符类型wchar_t   |

### 头文件
- <ios>包含着ios_base与basic_ios的类的定义，负责信息格式化与关联的流缓冲区。
- <istream>包含了basic_istream类模板定义，实现了格式化输入
- <ostream>包含了basic_ostream类模板定义，实现了格式化输出
- <iostream>包含了basic_iostream类模板定义，实现格式化输入输出
- <fstream>包含了basic_ifstream, basic_ofstream与basic_fstream类模板定义，实现格式化文件流的格式化输入、输出
- <sstream>包含了basic_istringstream, basic_ostringstream与basic_stringstream 类模板定义，实现格式化字符串流的输入输出
- <iomanip>包含了格式化manipulator
- <iosfwd>包含了所有的流输入输出库的前向声明（forward declaration）

## 支持类
ios_base与basic_ios是两个类处理底层比特流。ios_base存储格式化信息与流的状态。basic_ios管理关联的流缓冲区。basic_ios通常以特化实例ios与wios出现。basic_ios与ios_base很少被程序员直接使用。通常，它们的功能通过其它派生的类，如iostream。

### Typedefs
| 名字       | 描述                                         |
| ---------- | -------------------------------------------- |
| ios        | basic_ios的char类型特化                      |
| wios       | basic_ios的wchar_t类型特化                   |
| streamoff  | 支持内部操作                                 |
| streampos  | 保存缓冲器指针或文件指针的当前位置           |
| wstreampos | 保存宽字符版的缓冲器指针或文件指针的当前位置 |
| streamsize | 流的尺寸                                     |

### 格式化操纵符（manipulator）
| 名字                                                      | 描述                                                        |
| --------------------------------------------------------- | ----------------------------------------------------------- |
| boolalpha / noboolalpha                                   | 指示流中的bool类型变量是否以true或false，还是以0或1形式出现 |
| skipws / noskipws                                         | 指示输入操作时空白符是否被跳过                              |
| showbase / noshowbase                                     | 指示数的基数记数标志是否显示                                |
| showpoint / noshowpoint                                   | 指示当浮点数小数部分为0时，是否显示小数部分                 |
| showpos / noshowpos                                       | 指示对于正数是否显示+符号                                   |
| unitbuf / nounitbuf                                       | 指示输出是否被缓冲                                          |
| uppercase / nouppercase                                   | 指示在16进制整数或浮点数输出时是否使用大写字符              |
| left / right / internal                                   | 指出对齐方式                                                |
| dec / oct/ hex                                            | 指示显示整数时的记数法                                      |
| fixed / scientific/ hexfloat(C++11) / defaultfloat(C++11) | 指示浮点数显示时的记数法                                    |

## 输入/输出流
iostream头文件定义了输入输出流对象：cin, cout, cerr, clog分别为标准输入、输出、错误（无缓冲）、簿记（有缓冲）的流对象。都属于std 名字空间。

### ostream对象
cout属于ostream类型，重载了左移位算符。cout左移位算符的运算结果为cout自身，这使得连续的左位移操作输出一串数据成为可能。cerr与clog对象是ostream类型。

### istream对象
cin是istream类型，重载了右位移算符。
输入设备是按照行来把数据移入流输入缓冲区。也就是说，键盘输入数据时，只有按了换行键，这一行数据才进入缓冲区，可以读取。
表达式cin >> ival从标准输入读入一个值。有两种情况会使一个istream对象的bool转型为false：读到EOF（文件结束标志）或遇到一个无效的值（输入流进入fail状态）。可以用该istream对象的成员函数good()来测试，或者直接(bool)cin来测试。
istream对象的bool转型为false的情况下，此后的所有读入动作都是无操作（nop）。直到调用istream对象的成员函数clear()来清除该对象的内部状态。
缺省情况下，输入操作符丢弃空白符、空格符、制表符、换行符以及回车。如果希望读入上述字符，或读入原始的输入数据，一种方法是使用istream的get()成员函数来读取一个字符，另一种方法是使用istream的getline()成员函数来读取多个字符。istream的read(char* addr, streamsize size)函数从输入流中提取size个连续的字节，并将其放在地址从addr开始的内存中。istream成员函数gcount()返回由最后的get()、getline()、read()调用实际提取的字符数。
输入流有三个函数来测试流状态：即bad(), fail()和eof()。ignore()用来抛掉制定个数的缓冲区中的字节。
其它的istream成员函数：putback( char c ) 将字符放回iostream；unget()往回重置“下一个”istream项；peek()返回下一个字符或EOF，但不要提取出来 。

## 输出格式化

### 方法（函数）
| width(int x)     | 下一个输出的最小字符数目   |
| fill(char x)     | 填充字符                   |
| precision(int x) | 设置浮点数的有效数字的位数 |

### 操纵符（manipulator）
操纵符（manipulator）是使用<<或>>算子修改流的对象.
| endl      | "end line": 流中插入换行符并刷新（flush）流的输出缓冲.                       |
| ends      | "end string": 向流中插入空字符（null character）并刷新（flush）流的输出缓冲. |
| flush     | 强迫流的输出缓冲写出到输出设备.                                              |
| ws        | 导致输入流吃掉空白（whitespace）                                             |
| showpoint | 指示流要显示小数点与一些数字0                                                |

头文件中iomanip还定义了一些manipulators。

## 批评
某些环境下并不提供共享版本的C++库。导致程序要静态编译入C++标准库，使得程序的尺寸变大。

## 示例
使用C++写成的 Hello World 程序如下所示:
```
#include
 
<iostream>

using
 
namespace
 
std
;

int
 
main
()

{

    
cout
 
<<
 
"Hello, world!"
 
<<
 
endl
;

    
return
 
0
;

}

```

在这段代码中，文件 iostream 中声明了程序所要输入和输出操作的有关信息。
下述代码创建一个文件'file.txt'并写入文本'Hello World'：
```
#include
 
<fstream>

int
 
main
()

{

    
std
::
ofstream
 
file
;
// can be merged to std::ofstream file("file.txt");

    
file
.
open
(
"file.txt"
);

    
file
 
<<
 
"Hello world!
\n
"
;

    
file
.
close
();
// is not necessary because the destructor closes the open file by default

    
return
 
0
;

}

```